# Galadriela
Galadriela (ur. 1362 rok Dwóch Drzew) – postać ze stworzonej przez J.R.R. Tolkiena mitologii Śródziemia, kobieta z rasy elfów, z królewskiego rodu plemienia Ñoldorów. Córka Finarfina i Eärweny, siostra Finroda Felagunda, Aegnora i Angroda.
Uważana za jedną z największych Eldarów, wymienianą obok Lúthien, może ustępującą jedynie Fëanorowi, chociaż mądrzejszą od niego. Jej rola i znaczenie wzrastały wraz z tworzeniem mitologii Śródziemia, trudne jest więc pogodzenie wszystkich wątków i szczegółów z jej życia.
Jej pragnienie władzy doprowadziło do tego, że opuściła Aman, udając się na kontynent Środziemia po zatruciu Dwóch Drzew w tym samym czasie co Fëanor i wszyscy namówieni do wyprawy po Silmarile. Przybyła do Doriathu, gdzie otrzymywała rady i nauki od Meliany. Po zakończeniu Pierwszej Ery pozostała w Śródziemiu wraz ze swoim małżonkiem Celebornem i z nim po jakimś czasie osiedliła się w Lothlórien, którego była władczynią aż do końca Trzeciej Ery. Przez tysiąclecia Lothlórien było chronione dzięki Nenyi, Pierścieniowi Wody, który Galadriela otrzymała od Celebrimbora. W czasie Wojny o Pierścień udzieliła gościny Drużynie Pierścienia, a po obaleniu Saurona odpłynęła na Zachód.
Tolkien stworzył jej postać w czasie pisania Władcy Pierścieni i dodał ją później do Silmarillionu. Opracował wiele wersji historii Galadrieli, różniących się pod wieloma względami: różnie opisano powody odpłynięcia z Amanu do Śródziemia oraz pierwotnego odrzucenia zezwolenia na powrót, różnie określone są czas i miejsce spotkania z Celebornem (oraz jego pochodzenie), wreszcie pojawia się wątek wędrówek po Śródziemiu przed ostatecznym zamieszkaniem w Lothlórien. Wersja zamieszczona w Silmarillionie jest próbą pogodzenia tych wersji, później jednak Christopher Tolkien opublikował wahania ojca w Niedokończonych opowieściach, gdzie napisał, że „nie ma w historii Śródziemia drugiej równie zawiłej opowieści, jak ta traktująca o Galadrieli i Celebornie”.
Postać Galadrieli pojawia się w licznych dziełach pochodnych, m.in. w filmie Ralpha Bakshiego, filmowych trylogiach Władcy Pierścieni i Hobbita, serialu Władca Pierścieni: Pierścienie Władzy, radiowej serii audycji z 1981 i w grach komputerowych.

## Opis postaci

### Córka królewskiego rodu
Ojciec Galadrieli, Finarfin, należał do drugiego szczepu Eldarów, Ñoldorów i był najmłodszym dzieckiem pierwszego króla tego plemienia, Finwego. Jej matka, Eärwena, była córką Olwego, króla trzeciego szczepu Eldarów. Galadriela miała starszych braci: Finroda Felagunda, Angroda i Aegnora. Przez babkę, Indis, była potomkinią pierwszego szczepu, Vanyarów. Z tego rodu odziedziczyła złote włosy, w których Eldarowie widzieli blask Dwóch Drzew. Podobno po tym jak Galadriela trzy razy odmówiła Fëanorowi kosmyka swoich włosów, to skojarzenie stało się inspiracją do wykucia Silmarili, klejnotów, w których zatrzymane zostało zmieszane światło Dwóch Drzew.
Tekst The Shibboleth of Fëanor, opublikowany częściowo w Niedokończonych opowieściach i w całości w The Peoples of Middle-earth opisuje Galadrielę jako „silną” (psychicznie oraz fizycznie, jako że dorównywała „uczonym i atletom”), „bystrą i zdecydowaną”, „dumną i upartą”, „szlachetną i szczodrą” (dwie ostatnie cechy odziedziczone po Vanyarach), a także pomocną. „Od najmłodszych lat potrafiła cudownym sposobem zaglądać do cudzych umysłów, czyniła to jednak ze zrozumieniem dla innych, oceny ferując miłosierne”.
We Władcy Pierścieni Tolkien zamieścił kolejny opis, w którym więcej miejsca poświęca wyglądowi Galadrieli i Celeborna: „Oboje byli niezwykle wysokiego wzrostu, a królowa nie ustępowała postawą swemu małżonkowi. Oboje byli też poważni i piękni. Szaty nosili śnieżnobiałe, pani miała włosy ciemnozłote (…) Wiek nie naznaczył ich twarzy swoim piętnem, dał im tylko głębię spojrzenia, tak przenikliwego, jak ostrze włóczni lub promienie gwiazd, a zarazem tak bezdennego, jak źródła odwiecznych wspomnień”.
Galadriela była matką Celebríany, żony Elronda, co czyniło ją babką Arweny.

### Imiona i tytulatura
Kilka imion Galadrieli występuje w tekście The Shibboleth of Fëanor, który wymienia wszystkie imiona potomków Finwego. Według podanych tam informacji elfowie dawali dzieciom dwa imiona (essi): po urodzeniu dziecka ojciec nadawał imię nawiązujące brzmieniowo lub znaczeniowo do własnego, a matka w wybranym czasie nadawała to, które dzięki matczynemu darowi jasnowidzenia nawiązywało do dojrzałego charakteru czy zdolności dziecka. Finarfin nadał córce essë Artanis (szlachetna kobieta), Eärwena nazwała ją Nerwen (męska panna).
Elfowie mogli zdobywać też przydomki, nadawane jako wyraz podziwu czy szacunku. I tak epessë nadane przez Celeborna (w języku Telerich) brzmiało Alatáriel (qya. Altáriel, czyli dziewczyna uwieńczona promienną girlandą). Tolkien wyjaśnił, że w młodości Galadriela miała temperament Amazonki i biorąc udział w ćwiczeniach fizycznych, upinała włosy w koronę. W Śródziemiu imię to zostało przetłumaczone na sindarin, na formę Galadriel, co budziło skojarzenia z sindarińską nazwą drzew, galadh. Wiele lat po zakończeniu Trzeciej Ery imię to było często zmieniane na Galadhriela.
Galadrielę zwano m.in. Panią z Lórien, Panią z Lothlórien i Panią Galadhrimów. R. Foster w Encyklopedii Śródziemia napisał, że po śmierci Gil-galada mogłaby używać tytułu Najwyższego Króla Ñoldorów (w Śródziemiu), gdyby tego chciała.

### Galadriela według innych postaci
O Galadrieli i Lothlórien krążyły legendy wśród ludzi z Gondoru i Rohanu. Boromir wahał się, zanim wszedł do lasu. Później jego brat, rozmawiając z Frodem, powiedział: Przeszedłeś przez Ukryty Kraj (…) ale zdaje się, żeś niewiele pojął z jego czarów. Ludzie, którzy mają do czynienia z Mistrzynią Magii mieszkającą w Złotym Lesie, wiedzą, że czeka ich mnóstwo dziwnych zdarzeń. Niebezpiecznie jest dla śmiertelnego człowieka wychodzić poza granice podsłonecznego świata, dawnymi laty mało kto wracał stamtąd nieodmieniony, jak u nas mówią.
Éomer w rozmowie z Aragornem, Gimlim i Legolasem powiedział: A więc w Złotym Lesie naprawdę żyje pani, o której bają stare legendy! (…) Jak słyszałem, mało kto wymyka się z jej sideł. Dziwne czasy! Jeżeli u niej jesteście w łaskach, zapewne także snujecie sieci i rzucacie czary. Później dodał: powtórzyłem jedynie to, co wszyscy o niej mówią w naszym kraju i Niepojęte rzeczy dzieją się teraz na świecie. (…) Człowiek, który rozmawiał z Leśną Panią, stoi przede mną żywy i cały. Kiedy bohaterowie dotarli do Edoras, Gríma wyraził się tak: A więc prawdę mówił Éomer, że jesteście sojusznikami czarownicy ze Złotego Lasu? (…) nie dziwi mnie to wcale, bo sieci zdrady zawsze motano w Dwimordene.
W scenie ukazującej Zwierciadło Galadriela zachęca Samwise’a do spojrzenia w taflę wody argumentem, że będą to czary, które sprawiają elfowie. Tolkien w Listach napisał, że określanie działań elfów mianem magii jest niestosowne i Galadriela karci Samwise’a za takie postępowanie, ponieważ działania elfów mają na celu Sztukę, nie Władzę − co według Tolkiena jest sensem Magii.

## Historia

### Młodość w Amanie i wygnanie
Galadriela urodziła się w Amanie w okresie jego największej świetności, w 1362 roku Dwóch Drzew, w głównym mieście Ñoldorów, Tirionie. W czasie buntu Fëanora przeciw Valarom dołączyła do swoich braci i większości Ñoldorów, dzieląc z nimi wygnańczy los, lecz jej motywacja była inna niż pragnienie odzyskania Silmarili: chciała zobaczyć Śródziemie i samodzielnie rządzić jakimś królestwem.
Kiedy Fëanor, nie widząc sposobu na przedostanie się do Śródziemia drogą lądową ze względu na trudno dostępne północne lody i mgły, chcąc siłą odebrać Telerim ich statki, doprowadził do Bratobójstwa w Alqualondë, Galadriela walczyła w obronie ludu swojej matki. Potem podążała na północ, gdzie Mandos obwieścił Ñoldorom treść klątwy dotyczącej tych, którzy opuszczą Aman. Finarfin z częścią ludu zawrócił do domu, natomiast jego dzieci kontynuowały marsz. Idący na przedzie Fëanor nie czekał na kuzynów, zagarnął statki i odpłynął na wschód. Fingolfin, Finrod i Galadriela zostali pozostawieni sami w połowie drogi. Nie mając zamiaru wracać jak pokonani, w desperacji przeprawili się przez cieśninę Helcaraxë. Galadriela „płonęła gniewem, gotowa ścigać Fëanora, gdziekolwiek by się udał, aby udaremniać wszelkie jego zamysły”.
W Śródziemiu dzieci Finarfina zostały dobrze powitane na dworze Elwë Thingola, brata ich dziadka. Kiedy Finrod założył Nargothrond, Galadriela została w Doriath, gdzie często rozmawiała z Melianą. Opowiedziała wtedy o celu przybycia Ñoldorów do Śródziemia, następnie była świadkiem tego, jak Thingol dowiedział się całej historii wygnańców i zakazał posługiwania się quenyą.

### Druga Era
Po Wojnie Gniewu (nie wiadomo, czy po upadku Nargothrondu, czy później, po zniszczeniu Doriathu) Galadriela opuściła Beleriand, lecz pozostała w Śródziemiu. Albo odrzuciła przebaczenie Valarów (z powodu dumy), albo z niego nie skorzystała (w poczuciu obowiązku dalszej walki z Sauronem) albo go nie otrzymała. Tolkien w Listach podał trzy różne powody tej decyzji. Wraz z Celebornem zamieszkała w Lindonie, a następnie przeszła przez Ered Luin, przybyła do Eriadoru i, przewodząc licznym elfom różnego pochodzenia, osiedliła się nad Nenuial. Tam urodziła Celebríanę (wedle innej wersji jej synem był również Amroth). Miało się to odbyć między rokiem 350 a 400.
Po jakimś czasie zaczęła wyczuwać obecność niezniszczonego zła na Wschodzie, dlatego około roku 700 Drugiej Ery przeniosła się na południowy wschód i założyła królestwo Eregionu, celowo wybierając bliskie sąsiedztwo Khazad-dûm. Sauron zauważył to i w końcu wybrał się do Eregionu (1200 rok) pod możliwie najpiękniejszą postacią, zainspirował kowali elfów do buntu przeciw Galadrieli i Celebornowi (ok. 1350–1400) oraz do wykucia Pierścieni Władzy (rozpoczęto prace ok. roku 1500). Galadriela przeszła wtedy (albo dopiero po zniszczeniu Eregionu) przez podziemia Khazad-dûm i zamieszkała w Lórinandzie, krainie elfów leśnych, być może rządzonej w tamtym czasie przez Amdíra. Tam po odkryciu Jedynego Pierścienia doradziła Celebrimborowi, aby Trzy Pierścienie pozostawały ukryte. Wtedy też otrzymała Nenyę. Sauron wystąpił przeciwko elfom, zaatakował i zniszczył Eregion (1693–1695), a następnie został odparty przez oddziały Gil-galada i Elronda, wspartych przez armię Númenoru. Tymczasem Galadriela, powodowana tęsknotą za Amanem, wzmaganą przez posiadanie Nenyi, przybyła z Lórinandu do Rivendell i tam uczestniczyła w pierwszej Białej Radzie (rok 1701). Wtedy jej córka miała poznać Elronda. Jakiś czas po spotkaniu w Rivendell Galadriela zamieszkała w Belfalas (w miejscu nazwanym później Dol Amroth) albo w Lindonie.

### Trzecia Era

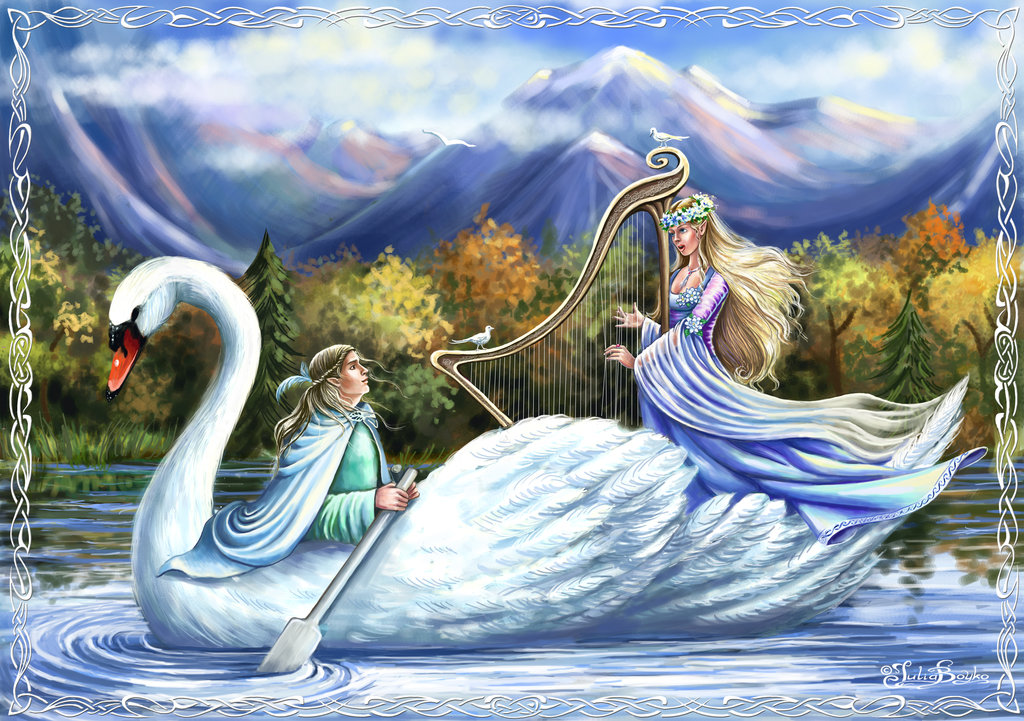
Galadriela i Celeborn w Lothlórien

W Trzeciej Erze wraz z narastaniem Cienia w Mrocznej Puszczy Galadriela miała znów przybyć do Rivendell, tam w 109 roku miał odbyć się ślub Elronda i Celebríany. Prawie dwa tysiące lat później, w 1980 roku, kiedy w Khazad-dûm przebudził się Balrog, Galadriela z Celebornem ostatecznie osiedli w Lothlórien. Przez dwa tysiące lat Galadriela rządziła Lothlórien, nie posługując się tytułem władczyni czy królowej. Jej misją miała być ochrona położonej najdalej na wschód krainy elfów.
W 2063 roku Trzeciej Ery wyszła z inicjatywą zebrania drugiej Białej Rady, której według jej zamysłu miał przewodniczyć Gandalf. Galadriela należała do Białej Rady i współpracowała z pozostałymi członkami; zachowywała czujność w walce przeciwko Sauronowi, ścierała się z nim w myślach i potrafiła dojrzeć niektóre jego zamysły, szczególnie te dotyczące elfów. W 2510 pomogła Éothéodom dotrzeć szybko i niepostrzeżenie na odsiecz Gondorowi, zsyłając na armię gęstą, orzeźwiającą mgłę.
W 3019 przyjęła członków Drużyny Pierścienia, zaraz po ich wydostaniu się z Morii. Sprzeciwiła się zdaniu Celeborna, który stwierdził, że krasnoludowie niepotrzebnie zbudzili Balroga. Wymówiła przy tym trzy nazwy własne w języku khuzdûl, czym zachwyciła Gimlego. Potem wnikliwie patrzyła na każdego z członków Drużyny Pierścienia, oferując mu wybór między czymś, czego pożądał, a trudami kontynuowania misji.
Na dzień przed wyruszeniem Drużyny w dalszą drogę, zaprowadziła Froda i Samwise’a do ogrodu, w którym znajdowało się zwierciadło Galadrieli. Ukazała im wizję przyszłości. Frodo chciał przekazać jej Jedyny Pierścień, ta wahała się, czy go przyjąć. Wtedy Frodo ujrzał, kim stałaby się, jeśli przyjęłaby dar. Była jedną z niewielu istot w Śródziemiu, które mogłyby zapanować nad mocą Jedynego Pierścienia. Odrzuciła marzenia o rządzeniu w Śródziemiu, odmówiła i zdecydowała powrócić na Zachód.
Kiedy Drużyna opuszczała Lothlórien, Galadriela przekazała każdemu podarunek: Aragornowi wręczyła pochwę do Andúrila i Elessar, Boromirowi – złoty pas, Meriadokowi i Peregrinowi – srebrne pasy, Legolasowi – łuk i kołczan strzał, Samwise’owi – skrzynkę nasion (w tym nasienie mallornu), Gimlemu – swoje trzy włosy, a Frodowi – flakonik. Gdy Drużyna opuszczała Lothlórien, Galadriela zaśpiewała Namárië, pieśń w quenyi, w której życzyła Frodowi, aby mógł odpłynąć do Amanu. Kilka dni później Gwaihir, szukający Gandalfa na polecenie Galadrieli, znalazł go i zaniósł do Lothlórien. Tam Galadriela dała Gandalfowi białe ubranie oraz poprosiła, by przekazał wiadomości Aragornowi, Legolasowi i Gimlemu.
Miesiąc później uczestniczyła w obronie Lothlórien przed trzema atakami z Dol Guldur. Po kontrataku Celeborna, w wyniku którego twierdza została zdobyta, Galadriela zaklęciem zburzyła jej mury. Po Wojnie o Pierścień przyjęła orszak Arweny. Wraz z nim pojechała do Minas Tirith, gdzie uczestniczyła w ślubie Arweny i Aragorna. Następnie wzięła udział w pogrzebie Théodena, a w Isengardzie spotkała się z Drzewcem. Na terenie Dunlandu minęła Sarumana. Gdy dotarli do Eregionu, w towarzystwie Celeborna, Elronda i Gandalfa telepatycznie wspominała minione wydarzenia i rozmawiała o przyszłości. Później powróciła do Lothlórien.

### Czwarta Era
W 3021 roku Trzeciej Ery (pierwszym roku Czwartej Ery według rachuby Gondoru) rozdzieliła się z Celebornem, który postanowił jeszcze pozostać w Śródziemiu. Udała się do Mithlondu i odpłynęła na ostatnim statku Eldarów do Amanu, zabrawszy ze sobą Nenyę. Według wersji przyjmującej, że wcześniej Galadriela nie miała prawa powrotu do Amanu, otrzymała ten przywilej po upadku Saurona w nagrodę za walkę i za odrzucenie Pierścienia.
Tym samym statkiem popłynął Frodo Baggins, którego prawo odpłynięcia do Amanu miała wyprosić Arwena u Gandalfa lub u Galadrieli. W Amanie Galadriela mogła uzyskać przywilej odpłynięcia ze Śródziemia dla Gimlego.

## Krytyka literacka

Walkiria na obrazie Edwarda Roberta Hughesa, możliwe źródło inspiracji Tolkiena

Ojciec Robert Murray, wnuk leksykografa Jamesa Murraya i przyjaciel Tolkiena, przeczytał Władcę Pierścieni przed publikacją i w swoich komentarzach porównał Galadrielę do Marii z Nazaretu. Po latach Tolkien napisał: „Myślę, że jest to prawdą, iż postać ta wiele zawdzięcza chrześcijańskim oraz katolickim naukom i wyobrażeniom na temat Maryi” i dodał uwagę o jednej z koncepcji losu Galadrieli: „lecz w rzeczywistości Galadriela była pokutnicą; w młodości przewodziła buntowi przeciwko Valarom”.
W książce Tolkien: człowiek i mit Joseph Pearce wymienił uwagi krytyczne i opinie na temat Władcy Pierścieni. Opisując związki tej powieści z religią katolicką, zacytował Charlesa Dilke'a, który powtórzył porównanie Murraya: „innym wysoce teologicznym fragmentem jest opowieść o Galadrieli i Lorien – niemal przejrzysta wizja tego, co Niepokalane. Kraina Lorien nie znała skazy”. Krytyk Christopher Clausen poruszył wątek maryjny w tekście „The Lord of the Rings” and „The Ballad of the White Horse” i napisał, że to podobieństwo jest spowodowane wpływem G.K. Chestertona na Tolkiena.
W Tolkien the Medievalist Leslie A. Donovan porównał Galadrielę i inne bohaterki dzieł Tolkiena z walkiriami z mitologii nordyckiej oraz z rolą kobiet w społeczeństwie. Tolkien miał zmienić koncepcję na zgodną z bardziej nowoczesnym postrzeganiem kobiet według swojej wizji feminizmu po II wojnie światowej. Pozostawiając nacisk na tradycyjną rolę kobiet, uznał możliwość nowego modelu rodziny, zatrudnienia i polityki. Opisy walkirii i Galadrieli są podobne co do blasku i jasności, jednak w przypadku walkirii blask pochodzi z połysku zbroi, podczas gdy u Galadrieli jest to efekt cech fizycznych: jej piękna, włosów i oczu, a także jej ubrania.
Liczne artykuły w J.R.R. Tolkien Encyclopedia redakcji Michaela D.C. Drouta zawierają elementy analizy Galadrieli. W opisie rzymskiego katolicyzmu Bradley J. Birze napisał, że Galadriela „jest prawdopodobnie najbardziej oczywistym przedstawieniem Maryi”; wskazał tam też motywy upodabniające ją do Pani Jeziora, postaci z legend o arturiańskich. Aline Ripley w artykule Feminist Readings of Tolkien wymieniła możliwe źródła inspiracji Tolkiena, m.in. Kirke i Kalipso z Odysei Homera (ponieważ pomaga bohaterom powieści zaopatrując ich w żywność, ubrania i oświetlenie), Maryję (przez „skojarzenie symboli światła i nasion”) i walkirie (ze względu na „splendor”). W artykule poświęconym Galadrieli Jason Fisher nazwał ją „jedną z najsilniejszych i najbardziej energicznych postaci opisanych przez Tolkiena, bez względu na płeć, i bez wątpienia największą z elfów”. W artykule Finland: Literary Sources Anne C. Petty porównała cechy Galadrieli z Ilmatar, postacią z mitologii fińskiej – jak byt półboski zawierający światło stworzenia – i Louhi – jako panią tajemniczej i ukrytej krainy.
Verlyn Flieger napisała w Interrupted Music: the making of Tolkien’s mythology, że mimo krytycznych uwag wobec legend arturiańskich Tolkien wykorzystał ich niektóre cechy i sposoby konstrukcji opowieści. Według Flieger Zwierciadło Galadrieli przypomina zaczarowane źródło z Barenton opisywane przez Chrétiena de Troyes w Iwajn, czyli Rycerz z lwem, a sama Galadriela jest odpowiednikiem Morgany Le Fay. Porównanie Galadrieli do arturiańskich czarodziejek powtórzył Leo Carruthers w Tolkien et le Moyen Âge. W Les échos arthuriens dans le Seigneur des anneaux Claire Jardillier nazwała Galadrielę bliźniaczką Pani Jeziora: ze względu na atrybuty ubioru (biel i światło), związek z wodą (głównie Zwierciadło i Nenyę, Pierścień Wody) oraz relację z bohaterami: Pani Jeziora z Lancelotem, a Galadriela – z powodu związku swojej wnuczki – z Aragornem, wobec którego występuje w roli matki. Galadriela zachowuje się też jak Morgana wioząca rannego Artura do Salisbury, ponieważ uzyskała dla Froda prawo odpłynięcia do Amanu. Galadriela występuje też w roli par excellence damy z opowieści rycerskich. Ilustruje to relacja z Gimlim, który jest gotów zbrojnie wystąpić w obronie jej honoru przeciwko Éomerowi.
Marjorie Burns w artykule Doubles w J.R.R. Tolkien Encyclopedia skonfrontowała niektóre postaci tolkienowskie, m.in. Galadrielę, ze Złotą Jagodą, Melianą i Vardą. Według niej Złota Jagoda jest bardziej „swojskim” odpowiednikiem Galadrieli. Obie są osadzone w izolowanych leśnych krainach i obie są związane z wodą. Burns przytoczyła fragment, w którym Złota Jagoda została porównana do elfki: „znalazł się przed piękną, młodą królową elfów, ustrojoną w żywe kwiaty”, stwierdziła jednak, że zestawienie Galadrieli z Melianą jest ważniejsze: obydwie są nazywane królowymi, używają swojej władzy w celu ochrony swoich krain (Obręcz Meliany i Doriath, Nenya i Lothlórien), moc obydwu jest użyta przeciwko pajęczycom (Meliany przeciwko Ungoliancie, Galadrieli przeciwko Szelobie). Potomkinie obydwu tych postaci wiążą się z ludźmi (córka Meliany – Lúthien – z Berenem, a wnuczka Galadrieli – Arwena – z Aragornem). Burns napisała też, że większość ważniejszych bohaterów Tolkiena ma swoje odpowiedniki po stronie Ciemności. Galadrielę zestawiła z Szelobą, przeciwniczką o równie starożytnym rodowodzie, także nazywaną Panią, żyjącą w izolowanej krainie i posługującą się sieciami.

## Odniesienia w kulturze

### Pierwsze adaptacjeWładcy Pierścieni
Pierwsza adaptacja Władcy Pierścieni miała formę radiową, była to seria dwunastu słuchowisk zrealizowana i wyprodukowana przez Terence’a Tillera dla „Trójki” BBC. W roli Galadrieli wystąpiła Nicolette Bernard. W 1981 „Czwórka” BBC nadawała drugą serię audycji, w której jako Galadriela wystąpiła Marian Diamond.
W 1957 amerykański przedsiębiorca zaproponował Tolkienowi produkcję filmu animowanego Władca Pierścieni. Tolkien ostro skrytykował scenariusz Mortona Zimmermana, m.in. fragment, w którym Galadriela została nazwana „królową elfów”, Lothlórien ukazane jako „delikatne wieżyczki i maleńkie minarety elfiego koloru”, natomiast została pominięta scena kuszenia Drużyny Pierścienia. Według Tolkiena „moralną doniosłość” zastąpiły „maleńkie duszki i blichtr konwencjonalnych współczesnych baśni”.
W 1970 John Boorman miał wyprodukować wierną duchowi Tolkiena ekranizację Władcy Pierścieni, jednak według Janet Brennan Croft efekt był jeszcze bardziej liberalny niż scenariusz Zimmermana, a to z powodu seksualizacji scenariusza – Galadriela miała uwieść Froda. Film nie został zrealizowany ze względu na zmianę kierownictwa w United Artists, które miało prawa do ekranizacji. Pod koniec lat 70. Ralph Bakshi zrealizował pierwszą ekranizację Władcy Pierścieni; Galadrielę zagrała Annette Crosbie. Według Janet Brennan Croft w pierwszym szkicu scenariusza styl wypowiedzi Galadrieli został uproszczony do poziomu „najgorszego masowego rynku fantasy wydawanej w miękkich okładkach”, a w trzecim pominięto scenę wręczania podarunków.
W 1993 ukazał się dziewięcioodcinkowy serial produkcji fińskiej pt. Hobitit, w którym w roli Galadrieli wystąpiła Heidi Krohn.

### Filmy Petera Jacksona i dzieła pochodne

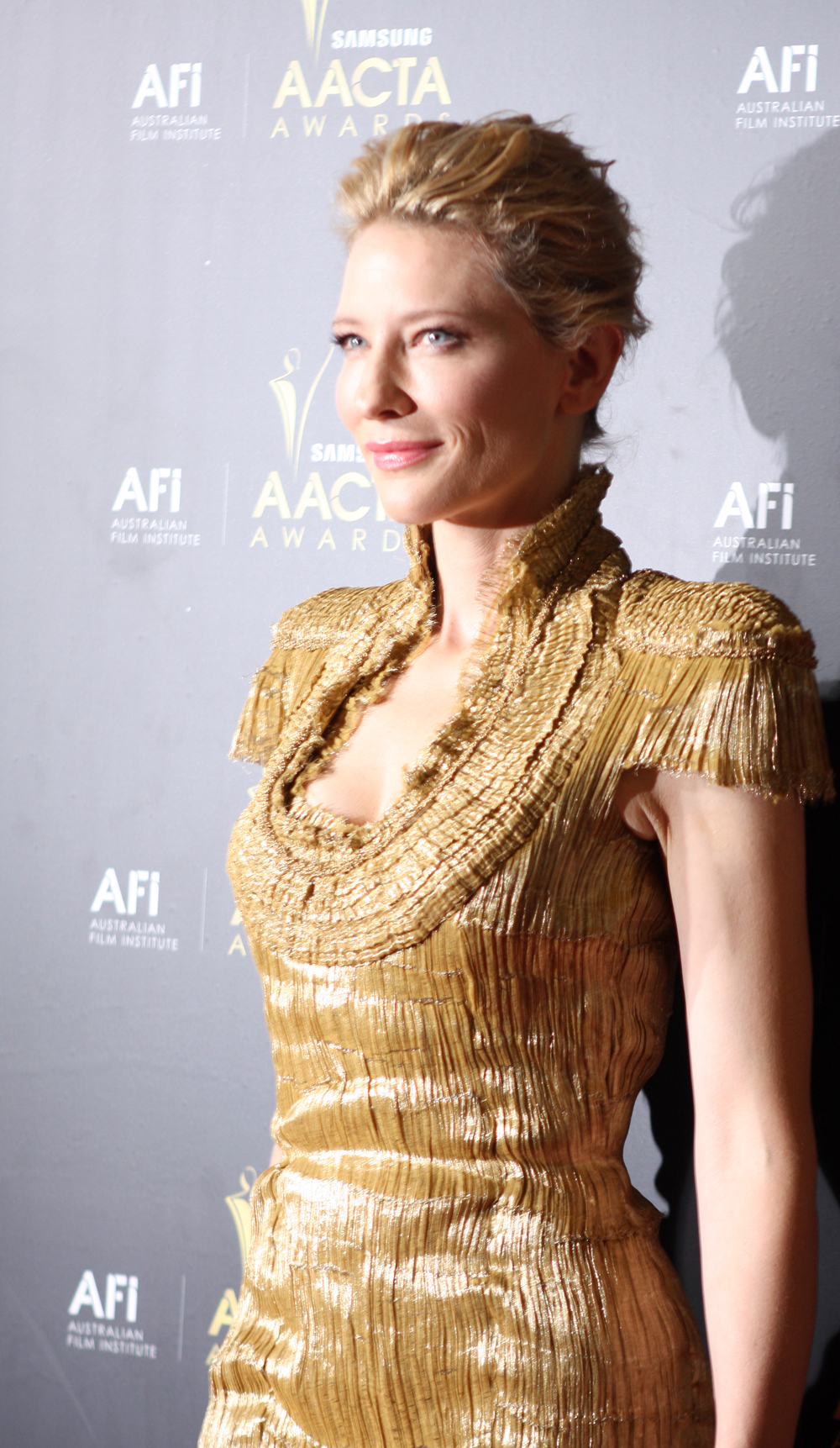
Cate Blanchett, 2012

W adaptacji filmowej Petera Jacksona Władca Pierścieni Galadrielę zagrała Cate Blanchett. Jackson najpierw zaproponował tę rolę Lucy Lawless znanej z serialu Xena: Wojownicza księżniczka, lecz ta odmówiła ze względu na ciążę.
Pierwotnie w prologu Drużyny Pierścienia narratorem miał być Frodo (grany przez Elijaha Wooda), jednak zrezygnowano z tego, ponieważ Frodo miał dopiero dowiedzieć się historii Pierścienia od Gandalfa. Spróbowano więc nagrać prolog z Ianem McKellenem (na jego własną prośbę), ale tę wersję także odrzucono, ponieważ postać Gandalfa była wystarczająco wyeksponowana (zresztą Istarich nie było w tamtym okresie w Śródziemiu). Ostatecznie o stworzeniu Pierścieni Władzy i wojnie Ostatniego Sojuszu opowiada Galadriela, gdyż była ona naocznym świadkiem opisywanych wydarzeń.
Andrew Lesnie, operator filmowy trylogii, zamierzał zrobić coś wyjątkowego w związku z Galadrielą, jako że wydawała mu się najbardziej związana ze światem duchowym. Zainspirowany jednym ze zdań opisujących Galadrielę i Celeborna – „Wiek nie naznaczył ich twarzy swoim piętnem, dał im tylko głębię spojrzenia, tak przenikliwego, jak ostrze włóczni lub promienie gwiazd, a zarazem tak bezdennego, jak źródła odwiecznych wspomnień” – kupił białe bożonarodzeniowe lampki, których światło odbija się w oczach Blanchett jak gwiazdy. W ten sposób jej spojrzenie było odmienne niż kogokolwiek innego w filmie.
W filmie Władca Pierścieni: Dwie wieże Galadriela porozumiewa się z Elrondem. Wysyła oddział łuczników pod dowództwem Haldira, co w historii mitologii Tolkiena byłoby niemożliwe, jako że Lothlórien także było celem ataku w tamtym czasie. W zakulisowym filmie członkowie ekipy filmowej wyjaśniają, że był to sposób na wprowadzenie wątku wspólnej obrony elfów i ludzi. Galadriela pojawia się też w dwóch scenach filmu Władca Pierścieni: Powrót króla (widzenie Froda w jaskini Szeloby oraz w Mithlondzie razem z Celebornem).
Games Workshop wyprodukowało kilka figurek przedstawiających Galadrielę, sprzedawanych w komplecie z figurką Celeborna i Zwierciadłem, z figurkami członków Białej Rady lub samodzielnie.
W grze Władca Pierścieni: Bitwa o Śródziemie II Galadriela jest dostępna jako najsilniejsza bohaterka strony Dobra. Głosu użyczyła jej Lani Minella.
Cate Blanchett pojawia się w roli Galadrieli w ekranizacji Hobbita reżyserii Petera Jacksona. W filmie Hobbit: Niezwykła podróż Galadriela uczestniczy w spotkaniu Białej Rady w Rivendell, gdzie wspiera Gandalfa szukającego odpowiedzi na pytanie, kim jest Czarnoksiężnik, w Hobbit: Pustkowie Smauga prosi Gandalfa o sprawdzenie grobu Wodza Nazgûli i opowiada historię jego upadku, a w Hobbit: Bitwa Pięciu Armii ratuje Gandalfa w Dol Guldur i sama wypędza Saurona oraz Upiory Pierścienia z twierdzy.

### Serial Amazon Studios
W produkowanym przez Amazon Studios serialu Władca Pierścieni: Pierścienie Władzy, rolę Galadrieli gra Morfydd Clark.

### Inne dziedziny sztuki
Postać Galadrieli została uwzględniona w musicalu Władca Pierścieni, na przedstawieniach w Londynie grała ją Laura Michelle Kelly.
W muzyce imię Galadrieli pojawia się jako tytuł utworu zespołu Barclay James Harvest (jednak tekst nie nawiązuje wyraźnie do postaci z mitologii Tolkiena), a także podtytuł singla Cliffa Richarda True Love Ways / Galadriel (Spirit of Starlight). Ponadto słowacki zespół metalowy nosi nazwę Galadriel.
Na ilustracjach Galadrielę umieszczają liczni profesjonaliści (m.in. John Howe, Alan Lee, Ted Nasmith, bracia Hildebrandt) i amatorzy. Fani nawiązują do Galadrieli i jej Zwierciadła w muzyce i poezji.